# Jugendbundesliga der weiblichen A-Jugend (Handball) 2022/23
Die Saison 2022/23 der A-Juniorinnen Handball-Bundesliga JBLH war die zehnte Spielzeit der höchsten deutschen Spielklasse im Handball der weiblichen Jugend. Oftmals wird diese Altersklasse mit dem Begriff U19 statt A-Jugend für die Altersklasse der 17- und 18-jährigen Handballspielerinnen bezeichnet. Die Saison startete am 2. Oktober 2022. Die A-Juniorinnen-Bundesliga JBLH 2022/23 wurde vom Deutschen Handballbund (DHB) ausgerichtet, welcher die Ergebnisse für die Jugend-Ligen seit der Saison 2022/23 in dem Portal Handball.net veröffentlicht.
Titelverteidigerin war die weibliche A-Jugend von TSV Bayer 04 Leverkusen.

## Modus
Die Saison startet mit acht Gruppen à vier Mannschaften. Die jeweils Ersten und Zweiten dieser Gruppen qualifizieren sich für die Meisterrunde. Diese ist in vier Vierergruppen aufgeteilt. Auch hier qualifizieren sich die jeweiligen Ersten und Zweiten für das Viertelfinale. Wird dieses gewonnen (Modus Hin-/Rückspiel), dann tritt man im Final Four um die Deutsche A-Jugend-Meisterschaft an.
Die Drittplatzierten der Vorrundengruppen nehmen am DHB-Pokal teil. In der ersten Runde des DHB-Pokals werden diese acht Mannschaften nach regionalen Gesichtspunkten in zwei Vierergruppen zugeteilt. Die jeweiligen Gruppensiegerinnen dieser Runde qualifizieren sich für das DHB-Pokal-Finale, welches ebenfalls im Hin-/Rückspiel-Modus gespielt wird. Für die Viertplatzierten der acht Vorrundengruppen ist die Saison beendet.
Die beiden Finalisten des DHB-Pokals sowie die 16 Meisterrunden-Teilnehmer haben bereits ihr Ticket für die A-Juniorinnen-Bundesliga-Saison weiblich 2023/24 gelöst.

## Gruppeneinteilung
Vom Jugendspielausschuss des DHB wurde folgende Gruppeneinteilung in Hannover festgelegt:
- Gruppe 1: HSG Bensheim/Auerbach (1), TSG Ketsch (4), TSV Bayer 04 Leverkusen (1), TV Nellingen (3)
- Gruppe 2: Bergischer HC (4), Borussia Dortmund (1), Rostocker Handball Club (4), VfL Bad Schwartau(1)
- Gruppe 3: DJK SF Budenheim (4), HSG Blomberg-Lippe (1), Thüringer HC (1), TuS Königsdorf (4)
- Gruppe 4: Berliner TSC (3), SV Grün-Weiß Schwerin (1), SV Werder Bremen (4), TV Hannover-Badenstedt (2)
- Gruppe 5: BSV Sachsen Zwickau (2), Frankfurter HC (1), HC Leipzig (1), HSG Bachgau (4)
- Gruppe 6: JSG Mundenheim/Rheingönheim (4), SG Kappelwindeck/Steinbach (1), Turnerschaft St. Tönis 1861 (4), TV Aldekerk (1)
- Gruppe 7: Buxtehuder SV (1), Handewitter SV, HTV Hemer (1), VfL Oldenburg (4)
- Gruppe 8: HC Erlangen (1), HSG Würm-Mitte (4), SV Salamander Kornwestheim (4), TSV Schwabmünchen (4)

(1) qualifiziert durch die Teilnahme am Viertelfinale der Deutschen A-Jugend-Meisterschaft 2022

(2) qualifiziert durch die Finalrunden-Teilnahme des DHB-Pokals 2022

(3) Qualifiziert durch die Final-Teilnahme der deutschen B-Jugend-Meisterschaft 2022

(4) qualifiziert über die regionalen Qualifikationsbereiche

## Vorrunde
In der Vorrunde wurden die Mannschaften nach regionalen Gesichtspunkten in 8 Staffeln mit je 4 Mannschaften eingeteilt, in denen in einer Einfachrunde einmal jeder gegen jeden spielte. Nach den somit 3 Spielen für jede Mannschaft qualifizierten sich die ersten beiden jeder Gruppe für die Meisterrunde.

### Gruppe 1
| Pl. | Verein                | Sp. | S | U | N | Tore     | Diff. | Punkte |
| --- | --------------------- | --- | - | - | - | -------- | ----- | ------ |
| 1.  | TSV Bayer Leverkusen  | 3   | 3 | 0 | 0 | 089:640  | +25   | 06:00  |
| 2.  | HSG Bensheim/Auerbach | 3   | 2 | 0 | 1 | 093:630  | +30   | 04:20  |
| 3.  | TV Nellingen          | 3   | 1 | 0 | 2 | 067:950  | −28   | 02:40  |
| 4.  | TSG Ketsch            | 3   | 0 | 0 | 3 | 078:1050 | −27   | 00:60  |

### Gruppe 2
| Pl. | Verein            | Sp. | S | U | N | Tore     | Diff. | Punkte |
| --- | ----------------- | --- | - | - | - | -------- | ----- | ------ |
| 1.  | BVB Dortmund      | 3   | 3 | 0 | 0 | 0105:670 | +38   | 06:00  |
| 2.  | VfL Bad Schwartau | 3   | 2 | 1 | 0 | 085:890  | −4    | 05:10  |
| 3.  | Bergischer HC     | 2   | 1 | 1 | 0 | 071:790  | −8    | 03:10  |
| 4.  | Rostocker HC      | 3   | 0 | 0 | 3 | 077:1030 | −26   | 00:60  |

### Gruppe 3
| Pl. | Verein             | Sp. | S | U | N | Tore     | Diff. | Punkte |
| --- | ------------------ | --- | - | - | - | -------- | ----- | ------ |
| 1.  | HSG Blomberg-Lippe | 3   | 3 | 0 | 0 | 0127:580 | +69   | 06:00  |
| 2.  | Thüringer HC       | 3   | 2 | 0 | 1 | 091:690  | +22   | 04:20  |
| 3.  | TuS Königsdorf     | 3   | 1 | 0 | 2 | 068:760  | −8    | 02:40  |
| 4.  | DJK SF Budenheim   | 3   | 0 | 0 | 3 | 047:1300 | −83   | 00:60  |

### Gruppe 4
| Pl. | Verein                 | Sp. | S | U | N | Tore    | Diff. | Punkte |
| --- | ---------------------- | --- | - | - | - | ------- | ----- | ------ |
| 1.  | TV Hannover-Badenstedt | 3   | 3 | 0 | 0 | 097:740 | +23   | 06:00  |
| 2.  | Berliner TSC           | 3   | 2 | 0 | 1 | 066:710 | −5    | 04:20  |
| 3.  | SV GW Schwerin         | 3   | 1 | 0 | 2 | 065:690 | −4    | 02:40  |
| 4.  | SV Werder Bremen       | 3   | 0 | 0 | 3 | 065:790 | −14   | 00:60  |

### Gruppe 5
| Pl. | Verein              | Sp. | S | U | N | Tore    | Diff. | Punkte |
| --- | ------------------- | --- | - | - | - | ------- | ----- | ------ |
| 1.  | HC Leipzig          | 3   | 2 | 1 | 0 | 092:760 | +16   | 05:10  |
| 2.  | Frankfurter HC      | 3   | 2 | 1 | 0 | 090:760 | +14   | 05:10  |
| 3.  | BSV Sachsen Zwickau | 3   | 1 | 0 | 2 | 085:940 | −9    | 02:40  |
| 4.  | HSG Bachgau         | 3   | 0 | 0 | 3 | 071:920 | −21   | 00:60  |

### Gruppe 6
| Pl. | Verein                     | Sp. | S | U | N | Tore    | Diff. | Punkte |
| --- | -------------------------- | --- | - | - | - | ------- | ----- | ------ |
| 1.  | TV Aldekerk 07             | 3   | 3 | 0 | 0 | 094:800 | +14   | 06:00  |
| 2.  | JSG Mundendem/Rheingönheim | 3   | 1 | 1 | 1 | 088:920 | −4    | 03:30  |
| 3.  | TS St. Tunis 1861          | 3   | 1 | 0 | 2 | 068:650 | +3    | 02:40  |
| 4.  | SG Kappelwindeck/Steinbach | 4   | 0 | 1 | 3 | 086:990 | −13   | 01:70  |

### Gruppe 7
| Pl. | Verein         | Sp. | S | U | N | Tore    | Diff. | Punkte |
| --- | -------------- | --- | - | - | - | ------- | ----- | ------ |
| 1.  | Buxtehuder SV  | 3   | 3 | 0 | 0 | 098:780 | +20   | 06:00  |
| 2.  | Handewitter SV | 3   | 1 | 0 | 2 | 085:910 | −6    | 02:40  |
| 3.  | HTV Hemer      | 3   | 1 | 0 | 2 | 086:950 | −9    | 02:40  |
| 4.  | VfL Oldenburg  | 3   | 1 | 0 | 2 | 083:880 | −5    | 02:40  |

### Gruppe 8
| Pl. | Verein                     | Sp. | S | U | N | Tore      | Diff. | Punkte |
| --- | -------------------------- | --- | - | - | - | --------- | ----- | ------ |
| 1.  | HC Erlangen                | 3   | 2 | 1 | 0 | 097:860   | +11   | 05:10  |
| 2.  | SV Salamander Kornwestheim | 3   | 1 | 1 | 1 | 0108:1010 | +7    | 03:30  |
| 3.  | TSV Schwabmünchen          | 3   | 1 | 0 | 2 | 080:910   | −11   | 02:40  |
| 4.  | HSG Würm-Mitte             | 3   | 1 | 0 | 2 | 094:1010  | −7    | 02:40  |

## Meisterrunde
Für die Meisterrunde qualifizierten sich die jeweils erst- und zweitplatzierten Mannschaften der acht Vorrundengruppen.

### Gruppe 1
| Pl. | Verein            | Sp. | S | U | N | Tore    | Diff. | Punkte |
| --- | ----------------- | --- | - | - | - | ------- | ----- | ------ |
| 1.  | BVB Dortmund      | 2   | 2 | 0 | 0 | 058:450 | +13   | 04:00  |
| 2.  | VfL Bad Schwartau | 2   | 1 | 0 | 1 | 056:630 | −7    | 02:20  |
| 3.  | Berliner TSC      | 2   | 1 | 0 | 1 | 054:550 | −1    | 02:20  |
| 4.  | Thüringer HC      | 2   | 0 | 0 | 2 | 060:650 | −5    | 00:40  |

### Gruppe 2
| Pl. | Verein                      | Sp. | S | U | N | Tore    | Diff. | Punkte |
| --- | --------------------------- | --- | - | - | - | ------- | ----- | ------ |
| 1.  | Buxtehuder SV               | 2   | 2 | 0 | 0 | 069:520 | +17   | 04:00  |
| 2.  | Frankfurter HC              | 2   | 2 | 0 | 0 | 064:420 | +22   | 04:00  |
| 3.  | JSG Mundenheim/Rheingönheim | 2   | 0 | 0 | 2 | 052:690 | −17   | 00:40  |
| 4.  | TSG 1846 Mainz-Bretzenheim  | 2   | 0 | 0 | 2 | 048:620 | −14   | 00:40  |

### Gruppe 3
| Pl. | Verein                     | Sp. | S | U | N | Tore    | Diff. | Punkte |
| --- | -------------------------- | --- | - | - | - | ------- | ----- | ------ |
| 1.  | SV Salamander Kornwestheim | 2   | 2 | 0 | 0 | 075:590 | +16   | 04:00  |
| 2.  | TV Hannover-Badenstedt     | 2   | 1 | 0 | 1 | 053:570 | −4    | 02:20  |
| 3.  | HC Leipzig                 | 1   | 0 | 0 | 1 | 025:270 | −2    | 00:20  |
| 4.  | VfL Oldenburg              | 1   | 0 | 0 | 1 | 033:340 | −1    | 00:20  |

### Gruppe 4
| Pl. | Verein                    | Sp. | S | U | N | Tore    | Diff. | Punkte |
| --- | ------------------------- | --- | - | - | - | ------- | ----- | ------ |
| 1.  | HSG Blomberg-Lippe        | 2   | 2 | 0 | 0 | 068:560 | +12   | 04:00  |
| 2.  | Handewitter SV            | 2   | 2 | 0 | 0 | 082:550 | +27   | 04:00  |
| 3.  | HSG Bensheim/Auerbach     | 2   | 0 | 0 | 2 | 049:720 | −23   | 00:40  |
| 4.  | TPSG Frisch Auf Göppingen | 2   | 0 | 0 | 2 | 062:780 | −16   | 00:40  |

## Viertelfinale
Für das Viertelfinale qualifizierten sich die jeweils erst- und zweitplatzierten Mannschaften der vier Meisterschaftsrunden. 
1. Viertelfinale 
| Datum         | Heimmannschaft     |   | Gastmannschaft     | Ergebnis |
| ------------- | ------------------ | - | ------------------ | -------- |
| 12. März 2023 | Handewitter SV     | – | HSG Blomberg-Lippe | 30:29    |
| 23. Apr. 2023 | HSG Blomberg-Lippe | – | Handewitter SV     | 41:19    |

2. Viertelfinale
| Datum         | Heimmannschaft         |   | Gastmannschaft         | Ergebnis |
| ------------- | ---------------------- | - | ---------------------- | -------- |
| 1. Apr. 2023  | TV Hannover-Badenstedt | – | TSV Bayer Leverkusen   | 19:28    |
| 26. März 2023 | TSV Bayer Leverkusen   | – | TV Hannover-Badenstedt | 31:22    |

3. Viertelfinale
| Datum         | Heimmannschaft |   | Gastmannschaft | Ergebnis |
| ------------- | -------------- | - | -------------- | -------- |
| 2. Apr. 2023  | HC Leipzig     | – | BVB Dortmund   | 29:27    |
| 16. Apr. 2023 | BVB Dortmund   | – | HC Leipzig     | 23:29    |

4. Viertelfinale
| Datum, Uhrzeit | Heimmannschaft |   | Gastmannschaft | Ergebnis |
| -------------- | -------------- | - | -------------- | -------- |
| 1. Apr. 2023   | Frankfurter HC | – | Buxtehuder SV  | 32:19    |
| 29. Apr. 2023  | Buxtehuder SV  | – | Frankfurter HC | 28:30    |

## Final Four
Das Final Four wurde am Wochenende 28./29. Mai 2023 in Blomberg ausgetragen.

### Halbfinale
Im Halbfinale um die Deutsche Meisterschaft 2023 trafen die vier Siegerinnen des Viertelfinals aufeinander:
| Datum        | Heimmannschaft |   | Gastmannschaft       | Ergebnis |
| ------------ | -------------- | - | -------------------- | -------- |
| 28. Mai 2023 | Frankfurter HC | – | HSG Blomberg-Lippe   | 19:39    |
| 28. Mai 2023 | HC Leipzig     | – | TSV Bayer Leverkusen | 27:25    |

### Spiel um Platz 3
Die beiden Verliererinnen der Halbfinalspiele bestritten das Spiel um Platz 3:
| Datum        | Heimmannschaft |   | Gastmannschaft       | Ergebnis |
| ------------ | -------------- | - | -------------------- | -------- |
| 29. Mai 2023 | Frankfurter HC | – | TSV Bayer Leverkusen | 27:28    |

### Finale
Die beiden Siegerinnen der Halbfinalbegegnungen standen sich im Finale am 29. Mai 2023 gegenüber:
| Datum        | Heimmannschaft |   | Gastmannschaft     | Ergebnis |
| ------------ | -------------- | - | ------------------ | -------- |
| 29. Mai 2023 | HC Leipzig     | – | HSG Blomberg-Lippe | 30:33    |